# Zielone Wzgórza
Zielone Wzgórza — osiedle w Białymstoku, położone w południowo-zachodniej części miasta.

## Obiekty i tereny zielone
- Kościół pw. św. Jadwigi Królowej należący do parafii św. Jadwigi
- Szkoła Podstawowa nr 44
- Biblioteka filia nr 7 Książnicy Podlaskiej - ul. Zielonogórska 2
- Galeria "Zielone Wzgórze" - Hipermarket Carrefour - ul. Wrocławska 20
- Filia numer 7 Miejskiego ośrodka pomocy rodzinie w Białymstoku - ul. Storczykowa 5[2]
- Urząd Dozoru Technicznego
- przystanek osobowy Białystok Zielone Wzgórza

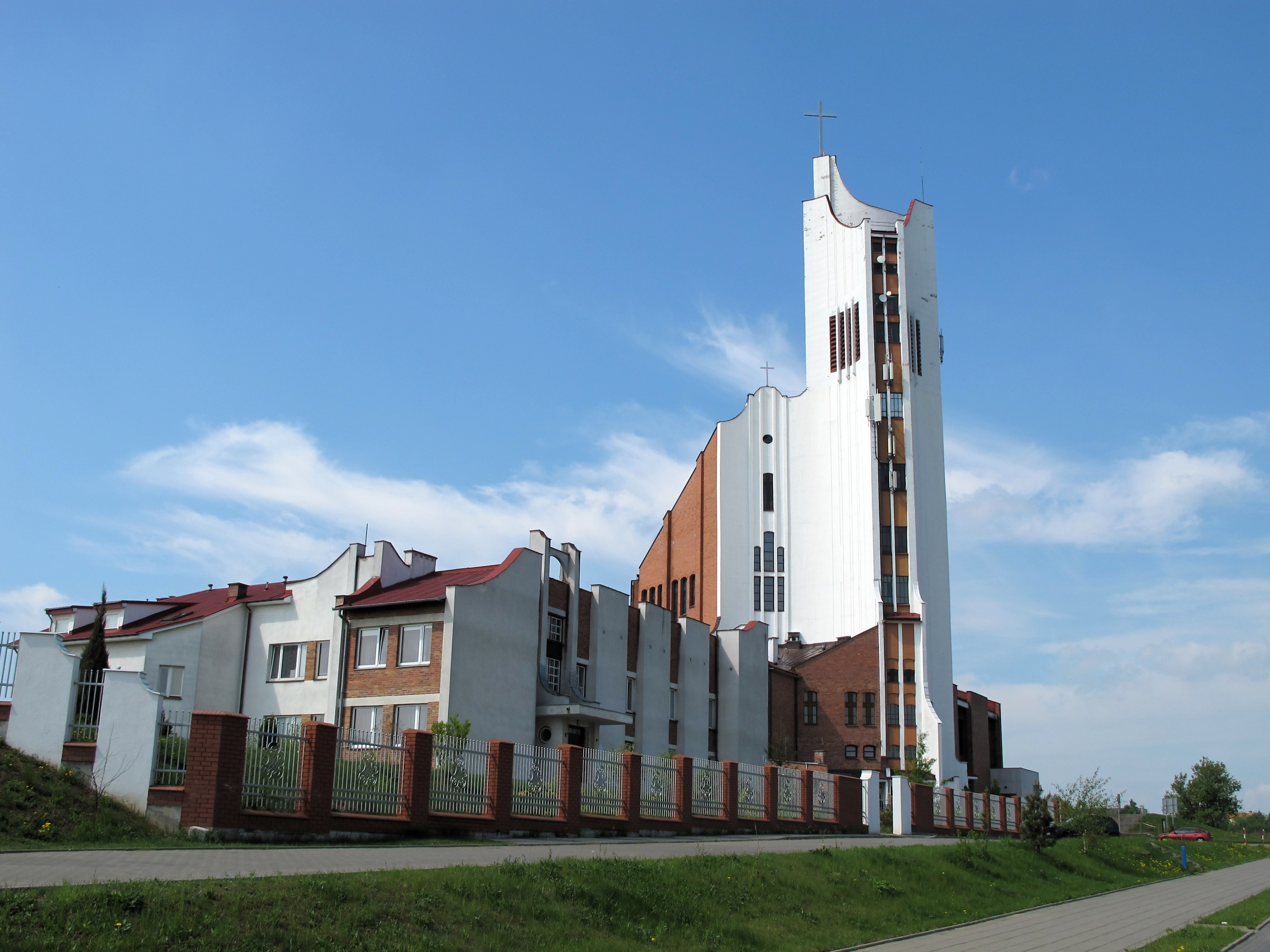
Kościół św. Jadwigi Królowej
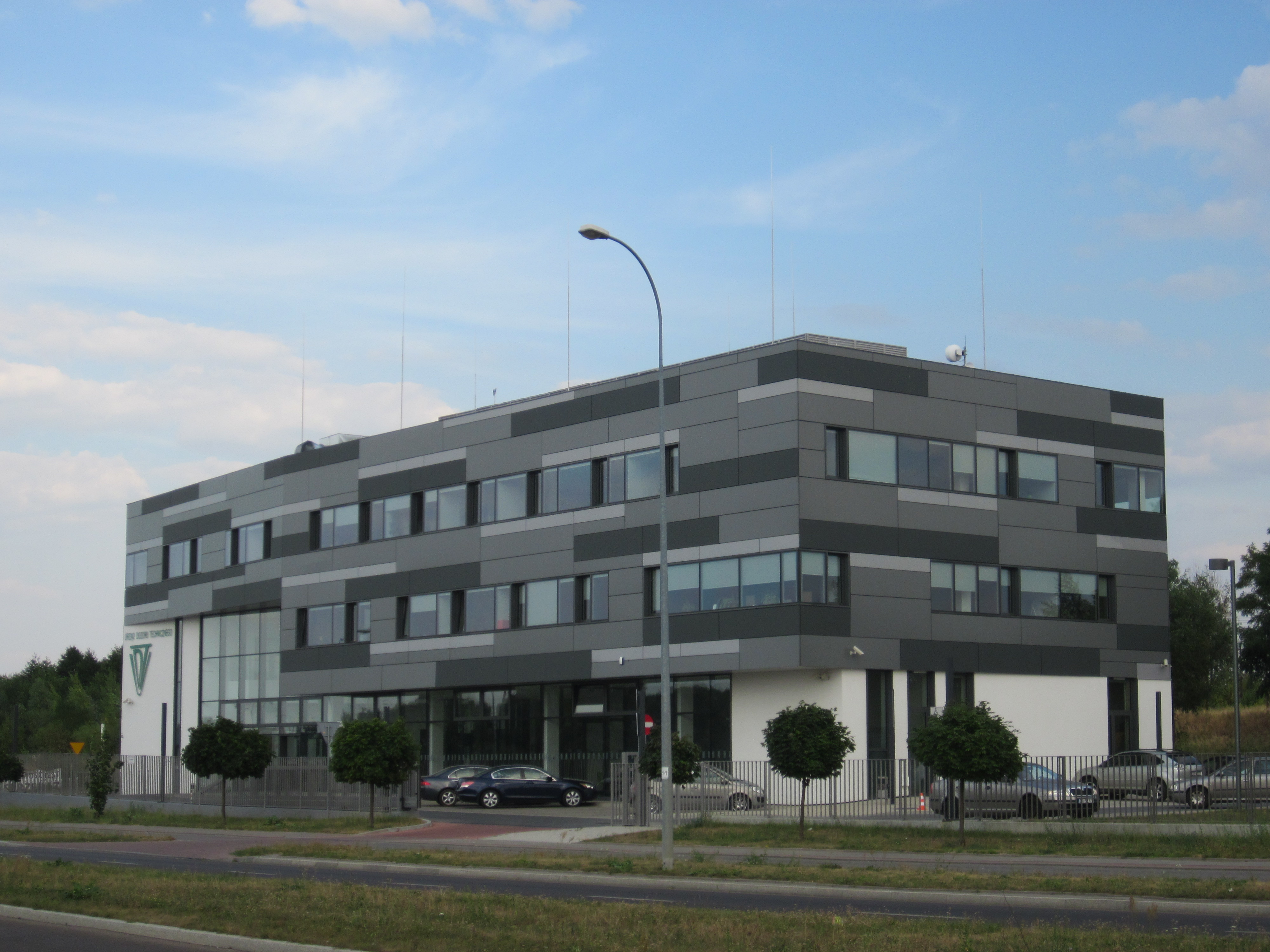
Urząd Dozoru Technicznego

## Opis granic osiedla
Od ul. Wrocławskiej ulicą ks. J. Popiełuszki, przez nowy tunel, wzdłuż torów kolejowych do ul. Zielonogórskiej, Zielonogórską do Al. Niepodległości, Al. Niepodległości (włącznie z Lawendową) do Wrocławskiej, ul. Wrocławską do ul. ks. J. Popiełuszki.

## Ulice i place znajdujące się w granicach osiedla
Al. Niepodległości — parzyste, Hetmańska — parzyste brak budynków, nieparzyste od 103 do końca, Konwaliowa, ks. Jerzego Popiełuszki — nieparzyste 15-27, Lniana, Magnoliowa, Lawendowa-nieparzyste od 89, parzyste od 48, Różana, Rumiankowa, Słonecznikowa, Storczykowa, Wrocławska — parzyste, Zielonogórska.